# Infocom
Infocom war ein US-amerikanischer Hersteller von Computerspielen. Die meisten davon gehören dem Genre der Textadventures an, für die Infocom die Bezeichnung „Interactive Fiction“ verwendete. Das Unternehmen wurde am 22. Juni 1979 gegründet und war in den 1980er-Jahren einer der erfolgreichsten Spielehersteller. Unternehmenssitz war Cambridge an der Ostküste der Vereinigten Staaten.

## Geschichte

### Gründung
Mitte der 1970er-Jahre existierte am Massachusetts Institute of Technology (MIT) innerhalb des „Laboratory for Computer Science“ (LCS) ein kleiner Fachbereich namens „Dynamic Modeling“. Geleitet wurde er von zwei Professoren, Al Vezza und J.C.R. Licklider. Studenten dieses Fachbereichs entwickelten die Programmiersprache Muddle (MDL), die an die Programmiersprache Lisp angelehnt war. Etwa zeitgleich entwickelte der Informatiker William Crowther in seiner Freizeit das Computerspiel Adventure, das Anfang 1977 vom Informatikstudenten Don Woods erweitert und im März 1977 im Arpanet veröffentlicht wurde. Diese Version verbreitete sich schnell auf den PDP-10-Großrechnern an US-amerikanischen Universitäten und wurde auch von den Muddle-Entwicklern begeistert gespielt. Frustriert vom einfachen Spieldesign und der schlechten Programmierung von Adventure begannen die vier Studenten und Dynamic-Modeling-Mitglieder Tim Anderson, Marc Blank, Bruce Daniels und Dave Lebling, in Muddle ein eigenes Textadventure zu programmieren, das sie nach einem Nonsens-Wort aus dem Informatiker-Slang Zork nannten.
1979 kam innerhalb der Dynamic-Modeling-Gruppe der Wunsch auf, auch außerhalb der Universität zusammenzuarbeiten. Die Studenten fassten den Plan, eine gemeinsame Firma zu gründen. Zwar hatten die Studenten weder eine Geschäftsidee noch einen Geschäftsplan, sie konnten aber ihre Professoren Vezza und Licklider für die Idee begeistern. Jeder zahlte einen Betrag zwischen 400 und 1200 US-Dollar (Stand 2024 zwischen 1700 und 8700 Euro) ein und bekam dafür dem Betrag entsprechende Anteile an der Firma. Die zehn Gründer waren neben Vezza und Licklider die drei Zork-Programmierer Anderson, Blank und Lebling sowie die Digital-Modeling-Mitglieder Joel Berez, Mike Broos, Scott Cutler, Stu Galley und Chris Reeve. Als Firmenname wurde „Infocom“ gewählt, laut Galley von allen Namensvorschlägen der „am wenigsten nervige“. Erster Geschäftsführer wurde Mike Broos, der seinen Posten später für Joel Berez räumte. Am 22. Juni 1979 wurde die Firma eingetragen. Eine kurze Zeit war die Geschäftsadresse ein Postfach, dann bezog Infocom Räumlichkeiten nahe der Faneuil Hall in Boston, drei Kilometer vom MIT entfernt.
Als lukrative Geschäftsidee wurde Anwendungssoftware ermittelt – die Entwicklung von Software für Büros, den medizinischen und den Bildungssektor wurde erörtert. All diese Produkte hätten aber von Grund auf entwickelt werden müssen. Was die Firma hatte, war Zork. Ausgehend von der Überlegung, ob sich Zork auf dem damals aufkommenden Markt für Heimcomputer verkaufen ließe, wurde das Spiel das erste Produkt der Firma. Die Firma stand dabei vor zwei großen technischen Herausforderungen: Jeder Heimcomputer basierte auf eigenen technischen Konzepten, und die Großrechner-Version von Zork umfasste mit etwa einem Megabyte an Programmcode das Sechzehnfache des Speichers eines gängigen Heimcomputers.
Zunächst wurde das Spielkonzept von Blank und Berez in drei annähernd gleich große Teile zerlegt. Für den Programmcode entwickelten die beiden eine virtuelle Speicherverwaltung: Nur wenig Code und Daten befanden sich dauerhaft im Speicher, der große Rest wurde nach einem ausklügelten Algorithmus komprimiert und nach Bedarf von einem externen Speichermedium nachgeladen. Infocom legte sich dabei auf die damals noch recht teure Diskette fest, da sie im Gegensatz zur Kassette flexibles Laden ermöglichte. Das Spiel konnte so auf Heimcomputern mit einem Diskettenlaufwerk lauffähig gemacht werden. Für die Vielzahl gängiger Systeme entwickelte Infocom eine virtuelle Maschine, Z-machine genannt: Das Spiel wurde in einer plattformunabhängigen Datei abgespeichert, die von einem systemspezifischen Interpreter ausgelesen und ausgeführt wurde. Für jedes System musste ein spezifischer Interpreter programmiert werden, die Spieldatei selbst war dann aber auf jedem Computer mit Interpreter lauffähig. Für ein neues Spiel (zunächst die Zork-Teile 2 und 3) musste dann nur noch eine Spieldatei erstellt werden, denn der Interpreter war ja bereits vorhanden. Der erste Heimcomputer, für den Zork umgesetzt wurde, war der TRS-80.
Die ersten beiden Zork-Teile wurden durch den Publisher Personal Software vertrieben, danach übernahm Infocom den Vertrieb selbst.

### Erfolge

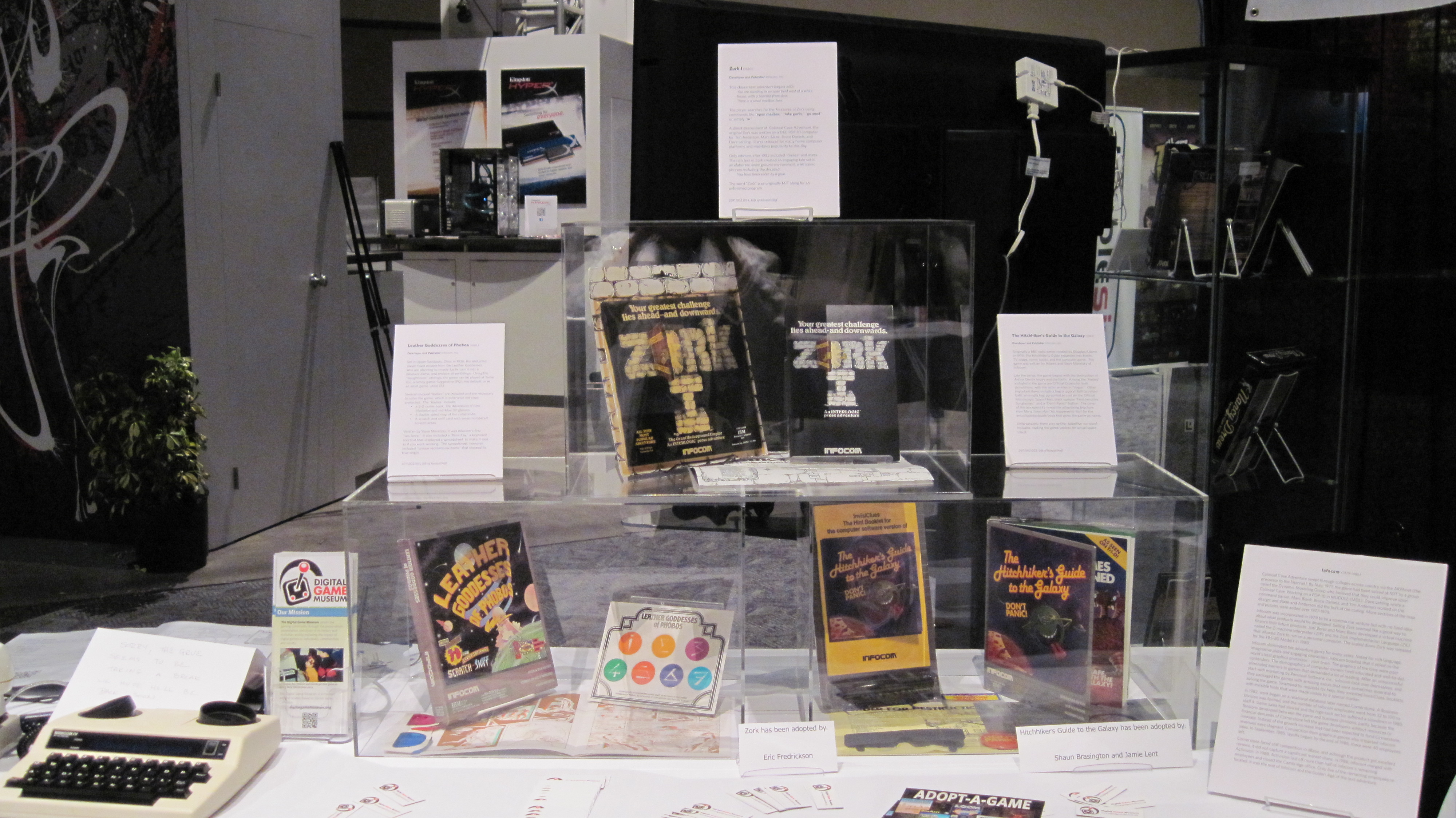
Computerspiele von Infocom

Um 1980 herum waren Computer in den Vereinigten Staaten noch sehr teuer – ein Heimcomputer wie der Apple II, der Atari 800 oder der TRS-80 kosteten mindestens 1000 US-Dollar, Stand 2024 umgerechnet über 3500 Dollar. Die Käufer hatten im Regelfall ein höheres Bildungsniveau und lasen gern, was den Erfolg der Infocom-Spiele beflügelte. Durch die Trennung von Personal Software war Infocom in der Lage, seine Marketingstrategie selbst zu bestimmen, und die noch junge Firma beschritt dabei für die Branche eher ungewöhnliche, zumeist aber finanziell erfolgreiche Wege. Computerspiele wurden zu dieser Zeit im Regelfall per Versandhandel und über Hard- und Software-Fachgeschäfte vertrieben, Infocom positionierte seine Produkte aber zusätzlich im Buchhandel. Andere Firmen ersetzten im Vertrieb ihre älteren Spiele durch Neuerscheinungen, Infocom vertrieb und bewarb hingegen auch seine älteren Produkte. Im Regelfall mit Erfolg: Zork I hielt sich beispielsweise drei Jahre lang in den Verkaufscharts der Billboard Top 50 Best-Selling Software Titles. Eine weitere Neuerung, die die Infocom-Spiele von Spielen der Konkurrenz abhob, waren die von Infocom als „Feelies“ bezeichneten Packungsbeigaben. Zusätzlich zur Spieldiskette und der Anleitung enthielten die Verpackungen unterschiedlichste Gegenstände, die auf die Spielwelt Bezug nahmen, die Stimmung des jeweiligen Spiels haptisch vermitteln und so die Immersion vergrößern sollten. Die Beilagen reichten von Formularen und Prospekten fiktiver Institutionen des jeweiligen Spiels über Aufnäher und Bügelbilder bis hin zu Gummitieren oder 3D-Sonnenbrillen. Die „Feelies“ dienten gleichzeitig als Kopierschutz, da auf ihnen gedruckte Informationen im Spiel referenziert wurden. Entstanden waren diese Packungsbeilagen aus einer technischen Notlage heraus: Für das Spiel Deadline konnte Autor Marc Blank 1982 nicht alle benötigten Inhalte im knappen Speicherplatz der Z-machine unterbringen, weshalb er mithilfe einer Werbeagentur Nachbildungen von Tatortfotos und Untersuchungsberichten anfertigen und der Spielverpackung beilegen ließ. Das Prinzip wurde wegen des sehr positiven Feedbacks seitens Presse und Konsumenten beibehalten, und für die Gestaltung und Produktion der „Feelies“ unterhielt Infocom ab 1984 eine eigene Abteilung.
1982 bezog die Firma neue Räumlichkeiten im Cambridger Stadtteil Cambridge Highlands. Zu diesem Zeitpunkt hatte Infocom 21 Mitarbeiter, die fast alle erst in ihren Zwanzigern waren; in einer wissenschaftlichen Abhandlung über die Geschichte der Firma wurde das Betriebsklima dieser Zeit als „heiter und unbekümmert“ beschrieben. Bis Ende 1983 wuchs die Belegschaft auf 32 an. Zu diesem Zeitpunkt war Infocom eine der erfolgreichsten Firmen auf dem Markt für Computerspiele. In den Verkaufscharts des US-amerikanischen Fachmagazins Softsel befanden sich im Dezember 1983 zehn Titel des Unternehmens in den Top 40, darunter mit Zork I, Deadline und Zork II drei in den Top 10. Alleine Zork I hatte einen Umsatz von zehn Millionen US-Dollar eingebracht. Die Produkte der Firma benötigten nur wenig Personaleinsatz – pro Spiel wurden im Durchschnitt ein Autor, ein Programmierer sowie Spieletester benötigt. Infocom konnte so für etwa 500.000 US-Dollar Produktionskosten binnen neun Monaten ein Spiel zur Marktreife bringen, das über 100.000 Kopien absetzte. Infocom war mit seinem Produkt – Textadventures – so erfolgreich, dass die Firma sich in ihren Werbeanzeigen über Konkurrenzprodukte, die versuchten, graphische Elemente in ihre Spiele zu integrieren, lustig machte.

“It was phenomenal – we had a basement that just printed money.”

### Niedergang
Der Innovationsdruck war bei Infocom Anfang der 1980er-Jahre ausgesprochen niedrig. Lediglich der Parser wurde kontinuierlich weiterentwickelt, und im Segment Textadventures blieb Infocom der unbestrittene Marktführer. Dennoch wurde in der Geschäftsleitung über eine Ausweitung des Portfolios diskutiert; speziell Al Vezza machte sich dafür stark, da er die Spielebranche als volatiles Geschäftsumfeld sah. Besonders lukrativ schien der Markt für Anwendungssoftware, der ja bei der Firmengründung bereits anvisiert worden war und deutlich höhere Margen versprach als der Markt für Computerspiele.
Schon 1982 wurde hierfür der Geschäftsbereich „Business Products“ gegründet. Die Infocom-Geschäftsführung war von zwei ihnen aus gemeinsamen LCS-Tagen bekannten MIT-Forschern kontaktiert worden, die die Idee hatten, eine relationale Datenbank zu entwickeln, die die Leistungsstärke des Marktführers dBASE II mit einer intuitiv nutzbaren Oberfläche verbindet. Die Idee stieß bei Infocom auf offene Ohren, und die beiden Forscher, Brian Berkowitz und Richard Ilson, wurden eingestellt und bekamen eine eigene Abteilung zugeordnet. Das von Grund auf zu entwickelnde Produkt erhielt zunächst den internen Titel Infobase, vermarktet wurde es später unter dem Titel Cornerstone. Für die Cornerstone-Entwicklung benötigte Infocom externes Kapital. Um für anstehende Gespräche mit potenziellen Investoren überzeugender zu wirken, tauschte die Firma zum 1. Januar 1984 ihren CEO aus: Der noch junge Joel Berez machte Platz für den deutlich älteren Al Vezza. Der erste von Vezza geworbene Investor war der Analog-Devices-Gründer Ray Stata, der sich in die Infocom-Geschäftsführung einkaufte. Ein Kaufangebot des Simon-&-Schuster-Mutterkonzerns Gulf+Western für Infocoms Spielesparte lehnte die Firma ab. Weitere Investoren konnten nicht gefunden werden.
Ab 1984 hatte Infocom mit deutlich steigenden Kosten zu kämpfen. Primärer Grund war die „Business-Products“-Sparte, die in Erwartung kommenden Geschäfts in signifikanter Zahl neues Personal einstellte. In der Folge musste die Firma in neue Geschäftsräume umziehen, deren Jahresmiete den Nettogewinn von 1983 überstieg. Die hohen Ausgaben verhinderten eine Weiterentwicklung des Spiele-Geschäftsbereichs, in den nicht mehr investiert wurde, der aber die laufenden Kosten des Unternehmens zu tragen hatte. In der Geschäftsleitung kamen Überlegungen auf, die Spielesparte aufzugeben, sobald Cornerstone Erfolg habe.
Der Versuch, sich mit Cornerstone im Markt für Geschäftsprogramme zu etablieren, scheiterte. Das Programm war zwar intuitiv bedienbar, aber zu unflexibel und zu langsam. Zwar konnten im ersten Jahr, 1985, ca. 10.000 Exemplare verkauft werden, aber Konkurrenzprodukte wie dBASE waren zu mächtig und Cornerstone wurde ein Misserfolg, der Infocom in große finanzielle Schwierigkeiten führte – allein 1985 verbuchte die Firma Verluste von über vier Millionen Dollar. Neben dem Cornerstone-Debakel war ein stagnierender Markt für Textadventures für die Entwicklung verantwortlich. Im September 1985 gab es eine erste Entlassungswelle, der unter anderem das gesamte Cornerstone-Team zum Opfer fiel. Im November und Dezember folgten weitere Entlassungswellen; Ende 1985 bestand die Firma aus nur noch 40 Mitarbeitern.
Ende 1985 oder Anfang 1986 war der US-amerikanische Spieleentwickler und Publisher Activision auf Expansionskurs. CEO Jim Levy war ein Fan der Infocom-Spiele und trieb bei Activision den Kauf der Firma voran, der im Juni 1986 vollzogen wurde. Der Kaufpreis betrug 7,5 Millionen US-Dollar, die großteils in Activision-Aktien bezahlt wurden. Der Aufkauf wurde von der Infocom-Belegschaft zunächst begrüßt, auch, weil Activision über eine vergleichbare Firmenkultur verfügte. Ein halbes Jahr später wurde Levy allerdings als Activision-CEO abgesetzt und durch Bruce Daniels ersetzt, der dem Kauf von Infocom stets kritisch gegenübergestanden hatte und als erstes (vergeblich) versuchte, den aus seiner Sicht zu hohen Kaufpreis vor Gericht nachträglich mindern zu lassen.
Auch in den Folgejahren erwirtschaftete Infocom nur Verluste, etwa 800.000 Dollar pro Jahr. Das Geschäft wurde durch neue Vorgaben seitens Activision erschwert. So musste Infocom mit derselben Belegschaft fast doppelt so viele Spiele pro Jahr produzieren wie zuvor und für die Spieleverpackungen einen Activision gehörenden Druckdienstleister nutzen, der doppelt so teuer war wie der zuvor genutzte. Der Markt für Textadventures war durch den Wunsch der Spieler nach ansprechenden Grafiken mittlerweile zum Nischenmarkt geworden; 1987 wurden teilweise nur noch 10.000 Exemplare pro Titel verkauft. Wegen des finanziellen Drucks gab es keinerlei Investitionen in neue Produkte, lediglich eine Weiterentwicklung der bestehenden Engine wurde noch finanziert. Ab 1987 wurden erste Experimente mit Grafik unternommen; Beyond Zork (1987) enthielt einen Automapper, Zork Zero zusätzlich mit der Maus bedienbare Menüs, ein illustriertes Lexikon des Spieluniversums sowie grafisch illustrierte Minigames. 1989 war die hauseigene Engine soweit weiterentwickelt, dass mit Shogun, Journey und Arthur noch drei Textadventures mit illustrierten Spielszenen entstanden, die aber kommerzielle Flops waren.
Nach einem Führungswechsel bei Activision (die sich 1988 in Mediagenic umbenannt hatten) wurde Infocom im Mai 1989 liquidiert. Das Büro in Cambridge wurde geschlossen; elf der verbliebenen 26 Infocom-Angestellten bekamen ein Angebot, am Activision-Firmensitz in Kalifornien weiterzuarbeiten, fünf nahmen an.

### Entwicklung seit 1989
Ab 1989 nutzte man bei Activision den Namen „Infocom“ noch einige Jahre als Label und veröffentlichte die durch Activision entwickelten Grafikadventures Return to Zork, Zork Nemesis und Zork: Grand Inquisitor. Einige Entwickler (u. a. Steve Meretzky) wechselten zu dem von Bob Bates gegründeten Unternehmen Legend Entertainment, welches das klassische Textadventure mit Grafikelementen auffrischte und seinerseits eine Reihe beachtlicher Titel vorweisen konnte.
Die ursprüngliche Mainframe-Version von Zork I wurde von Infocom als Public Domain veröffentlicht. Activision hat mehrere Sammlungen der Spiele auf CDs bzw. Disketten veröffentlicht: Lost Treasures of Infocom I & II (beide ohne Leather Goddesses of Phobos, das mit einem beiliegenden Gutschein extra erworben werden musste) und Masterpieces of Infocom (ohne Hitchhiker's Guide und Shogun, deren Rechte an die Buchautoren zurückgefallen waren).
Kern aller Infocom-Spiele (außer Fooblitzky und Quarterstaff) ist die Z-machine-Spieldatei, die mithilfe eines Z-machine-Emulators (auch ZIP bzw. Zork Interpreter Program genannt, was aber nichts mit dem Kompressionsformat ZIP zu tun hat) gespielt wird. Dieses Konzept ermöglichte es Infocom, ihre Spiele für die Vielzahl damaliger Heimcomputer-Plattformen und -Systeme in jeweils inhaltlich identischer Form zu veröffentlichen.
Solche Interpreter sind heute für viele Plattformen und Betriebssysteme erhältlich, von den Heimcomputern der 1980er-Jahre (wie zum Beispiel Apple II, Commodore 64, und Schneider CPC) über moderne Windows- und Unix-basierte Systeme bis zu diversen Palmtops, Organizern und Handhelds, womit die Spiele auch auf modernen Rechnern noch nutzbar sind.
Mit Inform liegt eine Programmiersprache mit Bibliotheken vor, die es ermöglicht, selbst Spiele für die Z-Machine zu schreiben. Die Inform-Sprache unterscheidet sich grundlegend von ZIL, erzeugt aber Spieldateien im gleichen bzw. einem leicht erweiterten Format.
Im Jahr 2008 tauchte durch eine anonyme Quelle ein Archiv mit allen Quelltexten der Infocom-Computerspiele auf und wurde vom Internet Archive archiviert.

## Produkte
Infocom veröffentlichte seine Spiele auf so vielen Plattformen wie nur möglich, wodurch viele der älteren Spiele für mehr als 10 verschiedene Computersysteme jener Zeit erhältlich waren. Auf den frühen Heimcomputern Anfang der 1980er-Jahre mit ihren beschränkten Disketten- und Speicherkapazitäten, noch dazu ohne Festplatte, war es kaum möglich, sowohl ansprechende Grafik als auch ansprechenden Text in ein einziges Spiel zu packen. Infocom entschied sich für reinen Text. Während bei anderen frühen Computerspielen selbst Rechtschreibfehler keine Seltenheit waren, überzeugten die Spiele von Infocom durch ihre lebendig beschreibende, oft lakonische Prosa. Erst kurz vor dem Ende der Firma im Jahre 1989 wurden noch einige Adventures mit Grafik veröffentlicht, doch auch in diesen dominierte der Text.
Wichtige Titel wurden die Spiele der Zork-Reihe sowie unter anderem Planetfall (1983), The Hitchhiker's Guide to the Galaxy (nach dem Buch Per Anhalter durch die Galaxis, 1984) und A Mind Forever Voyaging (1985).
Ein in den Medien häufig rezipiertes Merkmal der Infocom-Spiele waren die Packungsbeilagen, firmenintern „Feelies“ genannt. Zusätzlich zur Spieldiskette und der Anleitung enthielten die Verpackungen unterschiedlichste Gegenstände, die auf die Spielwelt Bezug nahmen, die Stimmung des jeweiligen Spiels haptisch vermitteln und so die Immersion vergrößern sollten. Die Beilagen reichten von Formularen und Prospekten fiktiver Institutionen des jeweiligen Spiels über Aufnäher und Bügelbilder bis hin zu Gummitieren oder 3D-Sonnenbrillen. Die „Feelies“ dienten gleichzeitig als Kopierschutz, da auf ihnen gedruckte Informationen im Spiel referenziert wurden. Infocom verzichtete als einer der wenigen Publisher jener Zeit auf physisch kopiergeschützte Disketten. Für die Gestaltung und Produktion der „Feelies“ unterhielt die Firma eine eigene Abteilung.

## Bedeutung
Zeitgenössische Textadventures wie die der Firmen Adventure International oder On-Line Systems verfügten über einen simplen Parser, der lediglich Eingaben von ein oder zwei Wörtern verstand. In technischer Hinsicht übertrumpfte der Infocom-Parser die Konkurrenz um ein Vielfaches: Er verstand multiple Objekte in einer Eingabe, versuchte, aus mehreren möglichen gemeinten Objekten sinnvolle herauszufinden, konnte Präpositionen verarbeiten und verkettete Befehle abarbeiten. 1984 urteilte das US-Magazin Computer Gaming World, der Infocom-Parser sei der beste auf dem Markt der Textadventures.
Infocom führte außerdem diverse Metakommandos in das Textadventuregenre ein, die später von anderen Entwicklern übernommen wurden, beispielsweise den „Undo“-Befehl, der einen Spielzug rückgängig machte und die Spielwelt entsprechend in den Zustand vor diesem Zug versetzte. Die den Infocom-Spielen zugrunde liegende Spiel-Engine Z-machine ermöglichte außerdem erstmals die Erstellung komplexer NPCs, die ein Eigenleben innerhalb der Spielwelt führen und denen von Seiten des Spielers Befehle erteilt werden konnten. Infocom war weiterhin bekannt für die hohe literarische Qualität ihrer Adventure-Spiele.
Während Computerspiele zuvor reine Unterhaltungssoftware waren, war Infocom die erste Firma, die für ihre Spiele einen literarischen Anspruch behauptete und ihre Spiele in dieser Hinsicht ausarbeitete. Von der Produktion rein narrativer Spiele hielt die Firma allerdings die Philosophie ab, dass Rätsel ein elementarer Bestandteil ihrer Spiele seien, was den Designprozess signifikant prägte. Für die Computer Gaming World hielt Adventure-Ressortleiter Roe Adams 1985 nach, dass der enorme Erfolgsvorsprung der Firma vor der Konkurrenz vom überragenden Game Design herrühre, das eng mit den prominenten Autoren der Firma verbunden sei.
Nick Montfort, Professor für digitale Medien am MIT, urteilte, Infocom habe „praktisch alle der beliebtesten Interactive-Fiction-Titel in der Geschichte des Genres“ entwickelt. Er zeigte aber auch auf, dass die Bedeutung der Firma in Märkten wie Großbritannien, in denen Diskettenlaufwerke aus Kostengründen weniger verbreitet waren, deutlich geringer war. Der Informatiker und Journalist Simson Garfinkel sieht Infocom als Technikpionier, dessen Errungenschaften noch 20 Jahre später erforscht würden und deren Z-machine-Konzept spätere Programmiersprachen wie Perl oder Java erst möglich gemacht habe.

## Veröffentlichungen

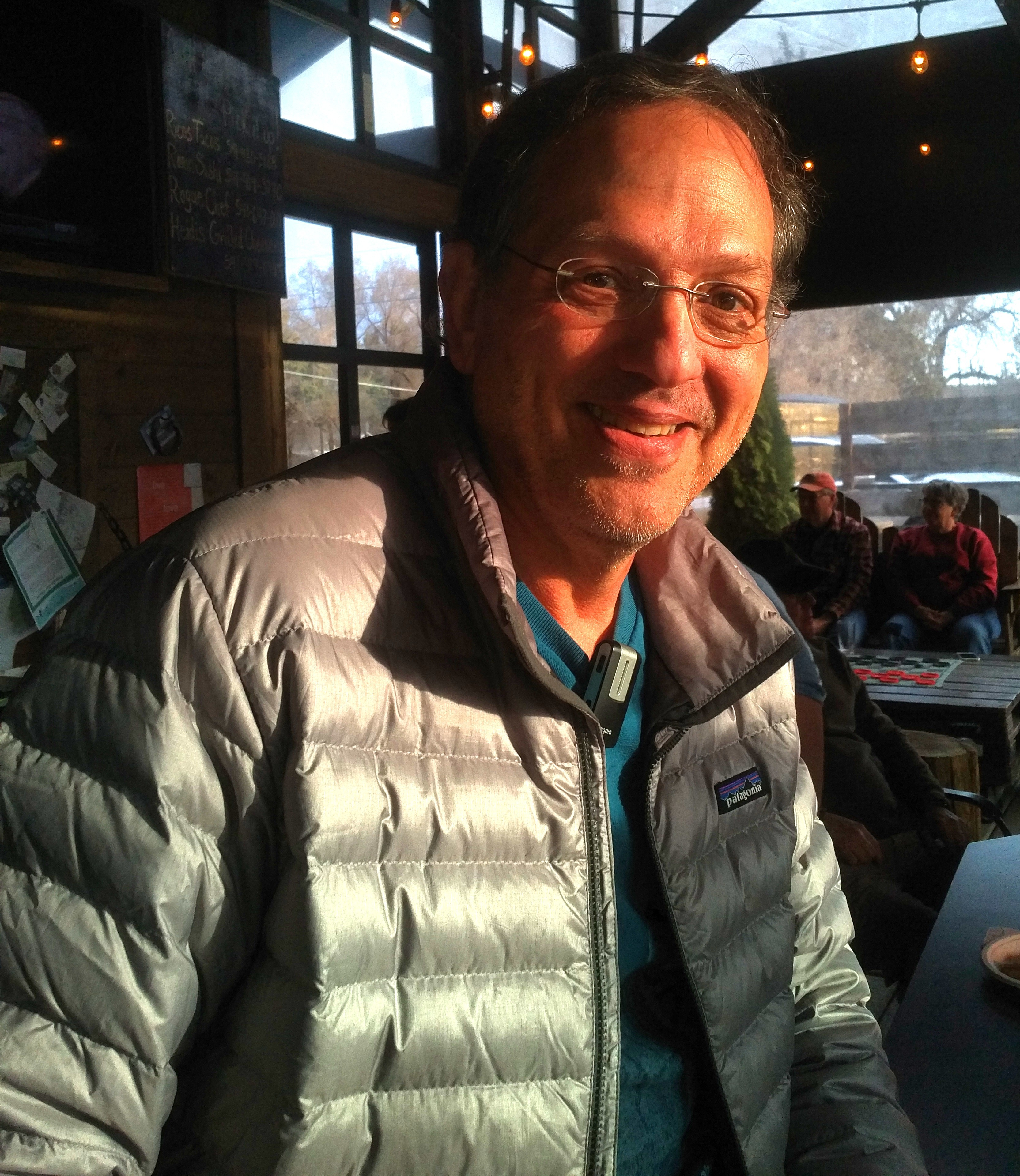
Marc Blank (2018)

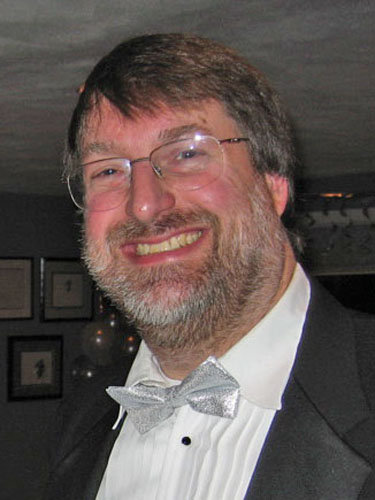
Steve Meretzky (2008)

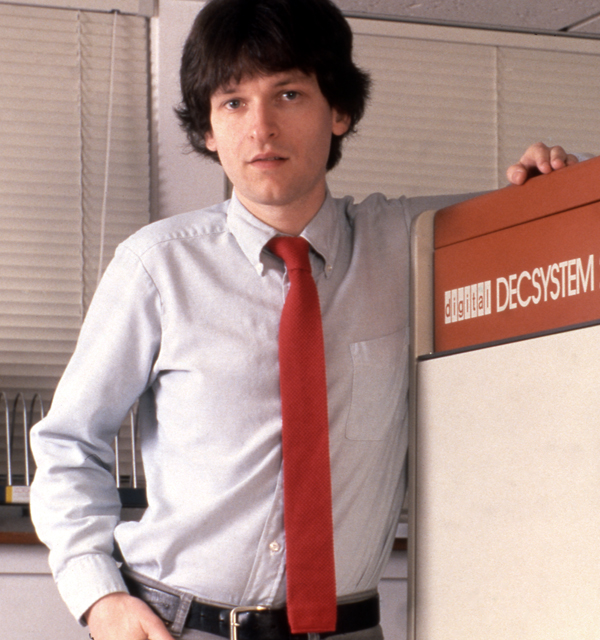
Brian Moriarty (1984)

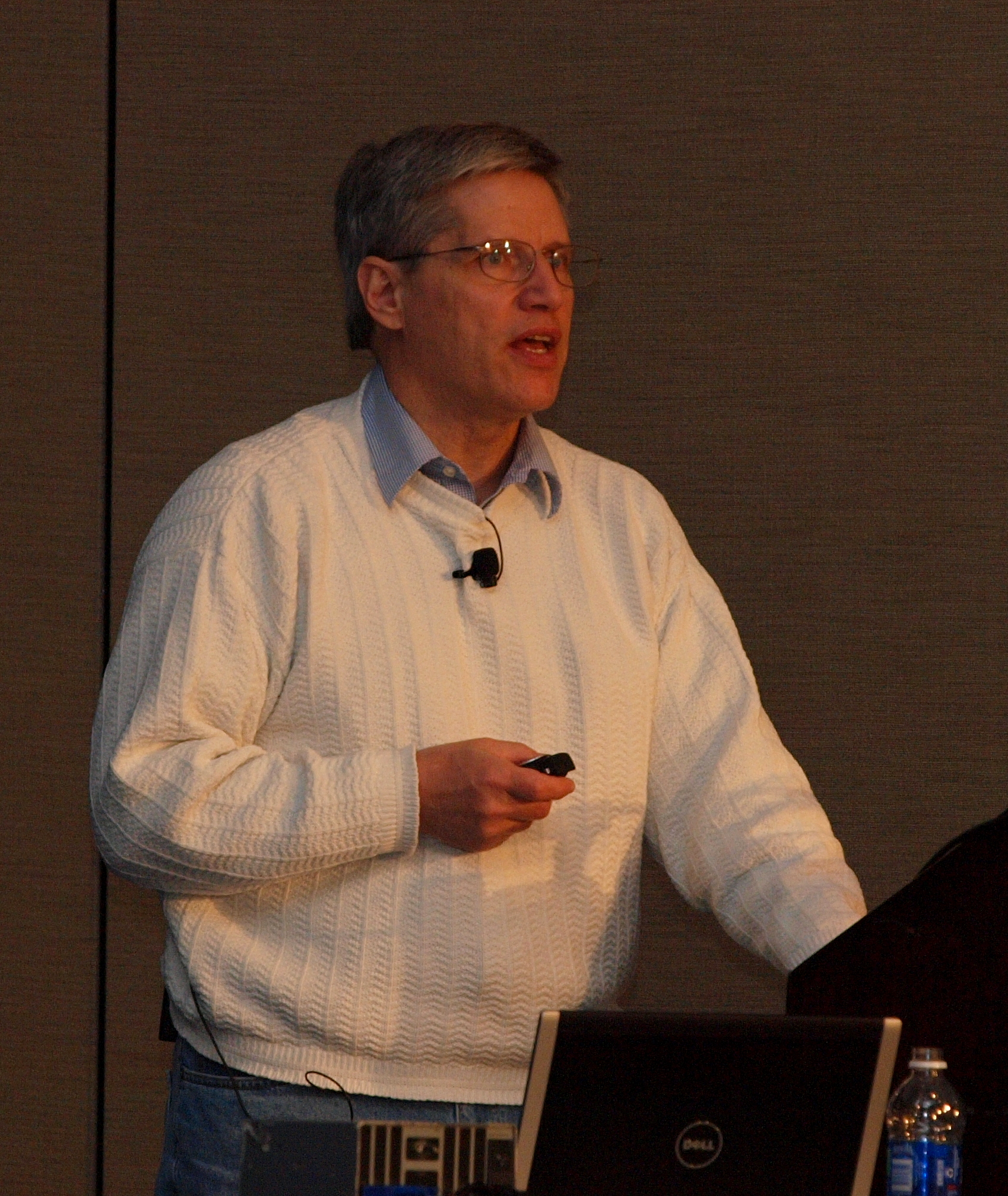
Bob Bates (2010)

### Textadventures
| Jahr | Titel                                          | Autor                                                 | Genre           |
| ---- | ---------------------------------------------- | ----------------------------------------------------- | --------------- |
| 1980 | Zork I: The Great Underground Empire           | Tim Anderson, Marc Blank, Bruce Daniels, Dave Lebling | Fantasy         |
| 1981 | Zork II: The Wizard of Frobozz                 | Tim Anderson, Marc Blank, Bruce Daniels, Dave Lebling | Fantasy         |
| 1982 | Deadline                                       | Marc Blank                                            | Krimi           |
| 1982 | Zork III: The Dungeon Master                   | Tim Anderson, Marc Blank, Bruce Daniels, Dave Lebling | Fantasy         |
| 1982 | Starcross                                      | Dave Lebling                                          | Science-Fiction |
| 1983 | Suspended                                      | Michael Berlyn                                        | Krimi           |
| 1983 | The Witness                                    | Stuart Galley                                         | Krimi           |
| 1983 | Planetfall                                     | Steve Meretzky                                        | Science-Fiction |
| 1983 | Enchanter                                      | Marc Blank, Dave Lebling                              | Fantasy         |
| 1983 | Infidel                                        | Michael Berlyn                                        | Abenteuer       |
| 1984 | Sorcerer                                       | Steve Meretzky                                        | Fantasy         |
| 1984 | Seastalker                                     | Stuart Galley, Jim Lawrence                           | Abenteuer       |
| 1984 | Cutthroats                                     | Michael Berlyn, Jerry Wolper                          | Abenteuer       |
| 1984 | The Hitchhiker’s Guide to the Galaxy           | Douglas Adams, Steve Meretzky                         | Science-Fiction |
| 1984 | Suspect                                        | Dave Lebling                                          | Krimi           |
| 1985 | Wishbringer                                    | Brian Moriarty                                        | Fantasy         |
| 1985 | A Mind Forever Voyaging                        | Steve Meretzky                                        | Science-Fiction |
| 1985 | Spellbreaker                                   | Dave Lebling                                          | Fantasy         |
| 1986 | Ballyhoo                                       | Jeff O’Neill                                          | Abenteuer       |
| 1986 | Trinity                                        | Brian Moriarty                                        | Science-Fiction |
| 1986 | Leather Goddesses of Phobos                    | Steve Meretzky                                        | Science-Fiction |
| 1986 | Moonmist                                       | Stuart Galley, Jim Lawrence                           | Krimi           |
| 1987 | Hollywood Hijinx                               | Dave Anderson, Liz Cyr-Jones                          | Abenteuer       |
| 1987 | Bureaucracy                                    | Douglas Adams                                         | Slice of Life   |
| 1987 | Stationfall                                    | Steve Meretzky                                        | Science-Fiction |
| 1987 | The Lurking Horror                             | Dave Lebling                                          | Horror          |
| 1987 | Nord and Bert Couldn’t Make Head or Tail of It | Jeff O’Neill                                          | Wortspiel       |
| 1987 | Plundered Hearts                               | Amy Briggs                                            | Abenteuer       |
| 1987 | Beyond Zork: The Coconut of Quendor            | Brian Moriarty                                        | Fantasy         |
| 1987 | Border Zone                                    | Marc Blank                                            | Spionage        |
| 1987 | Sherlock: The Riddle of the Crown Jewels       | Bob Bates                                             | Krimi           |
| 1988 | Zork Zero                                      | Steve Meretzky                                        | Fantasy         |
| 1989 | Shogun                                         | Dave Lebling                                          | Abenteuer       |
| 1989 | Journey                                        | Marc Blank                                            | Fantasy         |
| 1989 | Arthur: The Quest for Excalibur                | Bob Bates                                             | Abenteuer       |

### Kompilationen
Da die Infocom-Textadventures kommerziell erfolgreich gewesen waren und mit dem Aufkommen der Compact Disc verschwindend geringen Platz auf Datenträgern benötigten, bot sich für den Rechteinhaber Activision die Veröffentlichung von Kompilationen an, von denen einige signifikante kommerzielle Erfolge feierten.
| Jahr | Titel                                          | Enthaltene Spiele |
| ---- | ---------------------------------------------- | --- |
| 1986 | The Zork Trilogy                               | Zork I, Zork II, Zork III |
| 1986 | The Enchanter Trilogy                          | Enchanter, Sorcerer, Spellbreaker |
| 1991 | The Lost Treasures of Infocom                  | Ballyhoo, Beyond Zork, Deadline, Enchanter, Infidel, Moonmist, Planetfall, Sorcerer, Spellbreaker, Starcross, Stationfall, Suspect, Suspended, The Hitchhiker's Guide to the Galaxy, The Lurking Horror, The Witness, Zork I, Zork II, Zork III, Zork Zero |
| 1992 | The Lost Treasures of Infocom II               | A Mind Forever Voyaging, Border Zone, Bureaucracy, Cutthroats, Hollywood Hijinx, Nord and Bert Couldn't Make Head or Tail of It, Plundered Hearts, Seastalker, Sherlock: The Riddle of the Crown Jewels, Trinity, Wishbringer, Arthur: The Quest for Excalibur (Bonus auf CD-Version), James Clavell's Shogun (Bonus auf CD-Version), Journey (Bonus auf CD-Version) |
| 1994 | The Zork Anthology                             | Beyond Zork, Planetfall, Zork I, Zork II, Zork III, Zork Zero |
| 1995 | The Adventure Collection                       | Border Zone, Cutthroats, Infidel, Plundered Hearts, Trinity |
| 1995 | The Comedy Collection                          | Bureaucracy, Hollywood Hijinx, Nord and Bert Couldn't Make Head or Tail of It |
| 1995 | The Fantasy Collection                         | Enchanter, Seastalker, Sorcerer, Spellbreaker, Wishbringer |
| 1995 | The Mystery Collection                         | Deadline, Moonmist, Planetfall, Sherlock: The Riddle of the Crown Jewels, Suspect, The Lurking Horror, The Witness, Zork Zero |
| 1995 | The Science Fiction Collection                 | A Mind Forever Voyaging, Hitchhikers Guide to the Galaxy, Starcross, Stationfall, Suspended |
| 1996 | Classic Text Adventure Masterpieces of Infocom | A Mind Forever Voyaging, Arthur: The Quest for Excalibur, Ballyhoo, Beyond Zork, Border Zone, Bureaucracy, Cutthroats, Deadline, Enchanter, Hollywood Hijinx, Infidel, Journey, Leather Goddesses of Phobos, Moonmist, Nord and Bert Couldn't Make Head or Tail of It, Planetfall, Plundered Hearts, Seastalker, Sherlock: The Riddle of the Crown Jewels, Sorcerer, Spellbreaker, Starcross, Stationfall, Suspect, Suspended, The Lurking Horror, The Witness, Trinity, Wishbringer, Zork I, Zork II, Zork III, Zork Zero |

### Weitere Spiele
- 1985: Fooblitzky (computerunterstütztes Brettspiel)
- 1988: Quarterstaff: The Tomb of Setmoth (Rollenspiel)
- 1988: Lane Mastodon vs. the Blubbermen (Infocomic)
- 1988: Gamma Force in Pit of a Thousand Screams (Infocomic)
- 1988: ZorkQuest: Assault on Egreth Castle (Infocomic)
- 1988: ZorkQuest II: The Crystal of Doom (Infocomic)

### Anwendungsprogramme
- 1985: Cornerstone (Datenbank)

### Bücher

#### Romane
- 1988: Arthur Byron Cover: Planetfall. Avon Books, New York, ISBN 0-380-75384-7.
- 1988: Craig Shaw Gardner: Wishbringer. Avon Books, New York, ISBN 0-380-75385-5.
  - Deutsch: Wunschbringer. Bastei Lübbe, Bergisch Gladbach 1990, ISBN 3-404-20150-7.
- 1989: Robin W. Bailey: Enchanter. Avon Books, New York, ISBN 0-380-75386-3.
- 1989: Arthur Byron Cover: Stationfall. Avon Books, New York, ISBN 0-380-75387-1.
- 1990: George Alec Effinger: The Zork Chronicles. Avon Books, New York, ISBN 0-380-75388-X.
- 1991: Robin W. Bailey: The Lost City of Zork. Avon Books, New York, ISBN 0-380-75389-8.

#### Spielbücher
- 1983: Steve Meretzky: The Forces of Krill: Zork No 1. Tor Books, ISBN 978-0-8125-7975-8.
- 1983: Steve Meretzky: Malifestro Quest: Zork No 2. Tor Books, ISBN 978-0-8125-7980-2.
- 1983: Steve Meretzky: Cavern of Doom: Zork No 3. Tor Books, ISBN 978-0-8125-7985-7.
- 1984: Steve Meretzky: Conquest at Quendor: Zork No 4. Tor Books, ISBN 978-0-8125-5989-7.